# Атаки с антракс от 2001 г.
Атаките с антракс в САЩ през 2001 г. започват на 18 септември с изпращането на 5 писма с пощенска марка от Трентън, Ню Джърси, съдържащи антраксни спори, до медийните организации ABC News, CBS News, NBC News и New York Post, намиращи се в Ню Йорк и до National Enquirer в Бока Ратон, Флорида.
Открити са писмата само до NBC News и New York Post, a за останалите се знае заради заразяването на служители. На 9 октомври са изпратени писма до сенаторите от Демократическата партия Том Дашъл (водач на мнозинството в Сената) и Патрик Лийхи (председател на Комисията по правосъдие). Писмото до Дашъл е отворено от негов помощник на 15 октомври и правителствената пощенска служба е затворена. Писмото до Лийхи е препратено по погрешка до отдел на Държавния департамент в Стърлинг, Вирджиния, където пощенски работник се заразява. Петима души загиват от инхалационен антракс: фотографският редактор на в. Sun във Флорида Томас Стивънс, двама пощенски работници във Вашингтон, Томас Морис и Джоузеф Йърсийн и две жени, за които не се знае как са се заразили с антракс: Кати Нгуйен от Ню Йорк и Отили Лундгрен от Оксфорд, Кънектикът. 17 други са заразени.
Веднага след атаките директорът на ФБР Робърт Мълър е подложен на натиск от страна на служители на Белия дом да докаже, че атаките с антракс са втора вълна на нападение на Ал Каида след атентатите от 11 септември 2001 г. Президентът Джордж У. Буш и вицепрезидентът Дик Чейни се изказват в полза на такава възможност.
Щамът антракс обаче е идентифициран като боен, което отхвърля възможността атаките да са дело на Ал Каида. Сенаторът Джон МакКейн заявява, че източник на антракса може да е Ирак. На 9 май 2002 г. сп. New Scientist публикува статия, според която ДНК анализът на антраксната бактерия сочи, че неин източник е военната лаборатория във Форт Детрик, Мериленд. В интервю от 2002 г. Барбара Розеберг, молекулярен биолог и професор от Щатския университет на Ню Йорк, описва антракса като „боен“ или „военизиран“.
През 2008 г. ФБР посочва Брус Едуардс Айвънс – учен, работил в лабораториите във Форт Детрик, Мериленд, като заподозрян за извършването на атаките. Айвънс е уведомен за обвинението и умира на 29 юли 2008 г. от свръхдоза тиленол с кодеин. Смъртта му е обявена за самоубийство на 1 август 2008 г. На 6 август 2008 г. федерални прокурори обявяват Айвънс за единствен извършител на престъплението. Два дни по-късно сенатор Чарлс Грасли от Айова и представител Ръш Холт от Ню Джърси призовават за изслушвания по работата на ФБР и Министерството на правосъдието по случая. Много хора, някои от които колеги на Айвънс, изказват съмнение относно заключението на ФБР. Като причини за съмненията се посочва, че Айвънс е един от стотината души, които може да са работили с епруветката, използвана за атаките и че ФБР не открива антраксни спори в дома му, нито може да докаже, че той се е намирал при пощенската кутия в Ню Джърси, откъдето са изпратени писмата.
Сенатор Патрик Лийхи заявява, че ФБР не е предоставило убедителни доказателства по случая. На 17 септември 2008 г. сенатор Лийхи казва на директора на ФБР Робърт Мюлер на изслушване в Комисията по правосъдие:
Вярвам, че и други са въвлечени... Вярвам, че има и други, които могат да бъдат обвинени в убийство.